# ITA Airways
Italia Trasporto Aereo S.p.A., známá jako ITA Airways, je italská vlajková letecká společnost vlastněná italskou vládou a skupinou Lufthansa Group. Byla založena v roce 2020 jako nástupce Alitalie. Sídlí na letišti Fiumicino v Římě. Je bývalým členem aliance SkyTeam a budoucím členem Star Alliance. Létá do více než 70 destinací po celém světě.

## Flotila
| Letoun          | V provozu | Objednávky | Cestující | Cestující | Cestující | Cestující | Cestující   | Poznámky                                                        |
| Letoun          | V provozu | Objednávky | B         | Y+        | Y         | Celkem    | Reference   | Poznámky                                                        |
| --------------- | --------- | ---------- | --------- | --------- | --------- | --------- | ----------- | --------------------------------------------------------------- |
| Airbus A220-100 | 12        | —          | —         | —         | 125       | 125       | [ 2 ]       | Nahrazen Airbusem A319-100.                                     |
| Airbus A220-300 | 12        | 7          | —         | —         | 148       | 148       |             | Nahrazen Airbusem A319-100.                                     |
| Airbus A220-300 | 12        | 7          | —         | —         | 149       | 149       |             | Nahrazen Airbusem A319-100.                                     |
| Airbus A319-100 | 10        | —          | —         | —         | 144       | 144       |             | Má být vyřazen z provozu a nahrazen letouny rodiny Airbus A220. |
| Airbus A320-200 | 17        | —          | —         | —         | 174       | 174       | [ 3 ] [ 4 ] |                                                                 |
| Airbus A320-200 | 17        | —          | —         | —         | 180       | 180       | [ 3 ] [ 4 ] |                                                                 |
| Airbus A320neo  | 19        | 11         | —         | —         | 180       | 180       |             |                                                                 |
| Airbus A321neo  | 7         | 2          | 12        | 12        | 141       | 165       | [ 6 ] [ 7 ] |                                                                 |
| Airbus A330-200 | 5         | —          | 20        | 17        | 219       | 256       | [ 8 ]       | Má být vyřazen a nahrazen Airbusem A330-900.                    |
| Airbus A330-900 | 11        | 7          | 30        | 24        | 237       | 291       | [ 10 ]      |                                                                 |
| Airbus A350-900 | 6         | —          | 33        | 24        | 262       | 319       | [ 11 ]      | [ 12 ]                                                          |
| Celkem          | 99        | 27         |           |           |           |           |             |                                                                 |